# Buharkent
Buharkent ist eine Stadt im gleichnamigen Landkreis im Nordosten der türkischen Provinz Aydın und gleichzeitig ein Stadtbezirk der 2012 geschaffenen Büyükşehir belediyesi Aydın (Großstadtgemeinde/Metropolprovinz). Sie liegt am Nordufer des Großen Mäander, etwa 80 Kilometer östlich der Provinzhauptstadt an der Fernstraße D 320, die Aydın mit Denizli verbindet.
Laut Stadtsiegel wurde der Ort 1954 in den Rang einer Belediye (Gemeinde) erhoben.
Seit einer Gebietsreform 2014 ist der Ilçe (Landkreis) flächen- und einwohnermäßig identisch mit der Kreisstadt, alle ehemaligen Dörfer und Gemeinden des Kreises wurden Mahalle (Stadtviertel) der Stadt.